# Wesmaelius ogatai
Wesmaelius ogatai là một loài côn trùng trong họ Hemerobiidae thuộc bộ Neuroptera. Loài này được Nakahara miêu tả năm 1956.